# Ključ kralja Salomona
Ključ kralja Salomona (lat. Clavicula Salomonis, heb. Mafteah Shelomoh) je grimorij ili knjiga magije pripisana židovskom kralju Salomonu.
Najstarije sačuvane verzije rukopisa datirane su u 15. stoljeće, iako se pretpostavlja da su magijski tekstovi, koji su služili kao podloga ovom grimoriju, postojali još ranije tijekom srednjeg vijeka, pa čak i u antici, jer Josip Flavije u 1. stoljeću spominje magijske rukopise pripisane kralju Salomonu.
Ovaj rad je bio temeljni obrazac za neke kasnije knjige magije, osobito za "Manji ključ kralja Salomona" ili Lemegeton, koji se, jer nije identično ovoj knjizi, ne smije miješati s njom.

## Salomon i magija
Nije nimalo neobično da je kralj Salomon, jer je u brojnim pričama prikazan kao najmudriji čovjek na svijetu i baštinik svega znanja, postao središnja figura mnogih kasnijih legendi i predaja koje mu pripisuju velike magične moći i vještine.
Tijekom srednjeg vijeka Salomon se spominje u arapskim pričama kao čarobnjak koji ima moć nad demonskim silama i prirodnim elementima, dok mu se u Europi pripisuju razni magijski rukopisi.

## Povijest rukopisa
Rukopis datira iz razdoblja na prijelazu iz kasnog srednjeg vijeka u renesansu, premda je njegov nastanak vjerojatno bio pod utjecajem starijih okultnih tekstova čija starost seže i do kasne antike.
Sačuvano je više verzija rukopisa koji se međusobno razlikuju po vremenu nastanka, kao i većim ili manjim nepodudarnostima u samom tekstu. Prototipom za sve kasnije verzije Ključa kralja Salomona uzima se grčki rukopis datiran u 15. stoljeće koji se danas čuva u Britanskoj knjižnici zaveden pod brojem Harleian MS. 5596. Židovski prototip, ako je uopće postojao, nije pronađen, a najstariji prijepis djela na hebrejskom, pod nazivom Sepher Maphteah Shelomoh, datira iz kasnog 17. ili početka 18. stoljeća.
Među starijim verzijama rukopisa su i engleski prijevod The Key of Knowledge datiran u drugu polovicu 16. stoljeća, zaveden u Britanskoj knjižnici pod kataloškom oznakom Add. MS 36674 i  The Clavicle of Solomon, revealed by Ptolomy the Grecian (Sloane MS 3847).
Postoji i veći broj francuskih verzija rukopisa koji su bili smješteni u Bibliothèque de l'Arsenal, a danas se čuvaju u Bibliothèque de Nationale u Parizu, ali sve su datirane u 18. stoljeće. Od sačuvana dva hebrejska rukopisa, jedan se čuva u Britanskoj knjižnici, a drugi je izdao Herman Gollancz 1903. godine. Međutim, smatra se kako hebrejski rukopisi nisu nastali po uzoru na pretpostavljeni židovski original, već su adaptacije kasnih židovskih i latinskih tekstova.

### Mathersov prijevod
Godine 1889. engleski okultist Samuel L. MacGregor Mathers objavio je svoj prijevod Clavicule Salomonis. Pri prijevodu rukopisa kombinirao je različite verzije istog, a ponajviše se služio tekstovima iz Colorno zbirke, pod kataloškim oznakama Kings 288, Harley 3981 i Sloane 3091, datiranima u 18. stoljeće. Kings 288 sadržava neke izraze koji izostaju iz teksta Harley 3981, po čemu se može zaključiti kako prvotni rukopis nije direktni prethodnik drugoga. Isto tako, u rukopisu Sl. 3091 mogu se naći neki dijelovi kojih nema u prvotna dva rukopisa. Također, koristio se i rukopisom Lans. 1202, koji je vjerojatno nastao po uzoru na rukopise iz Colorno zbirke, kao i francuskom verzijom rukopisa iz 18. stoljeća pod nazivom Les Véritables Clavicules de Salomon, traduites de l'Hebreux en langue Latine par le Rabin Abognazar (Lans. 1203) i Add. MS 10862 koji Mathers datira u 16. stoljeće, a kasniji istraživači u 17. stoljeće.
Mathers u svom prijevodu izostavlja tri poglavlja koja se mogu naći u nekim verzijama rukopisa. To su većinom magične operacije koje se bave ljubavnom magijom ("Eksperiment ljubavi i kako treba biti napravljen", "Eksperiment ili operacija jabuke", "O operaciji ljubavi prema njenim snovima i kako se mora prakticirati" i "Operacije i eksperimenti koji se odnose na mržnju i uništenje neprijatelja").

### Crnomagijske verzije Clavicule
Postoji i nekoliko magijskih rukopisa iz 18. i 19. stoljeća nastalih preradom "Ključa kralja Salomona", u kojima je tekst prerađen dodavanjem grotesknog i sablažnjivog sadržaja u formi crne magije. Mathers je odbacio te rukopise pri sastavljanju svojeg prijevoda, jer je te naknadne preinake smatrao sadržajno i moralno nebitnima i neprihvatljivima.
Radi se ponajviše o dva spisa crne magije, Grimorium Verum i Clavicola di Salomone ridolta.

## Sadržaj
Rukopis je podijeljen na dvije knjige. Za razliku od kasnijeg Lemegetona, Clavicula ne opisuje izgled i osobine demona, već isključivo upute o crtanju pečata potrebnih za obavljanje magičnih obreda i invokacija. U prvoj knjizi donosi se uvod poslije kojeg slijedi sadržaj osamnaest glava ili poglavlja. Druga knjiga sastoji se od dvadeset i tri glave.

### Uvod
Postoji više različitih uvoda Clavicule Salomonis. Mathers u svom prijevodu iz 1888. godine uvrštava dva različita uvoda (Add. MS 10862 i Lans. MS 1203). Prvi uvod sadrži posljednja uputstva kralja Salomona svome sinu Roboamu, ali i priču kako je "Ključ" sakriven u kutiju od slonove kosti i pohranjen u Salomonovu grobnicu te kako je nakon dugog niza godina pronađen i naposljetku opet vraćen na svoje mjesto.
Drugi uvod je također, napisan u obliku oporuke kojom kralj Salomon ostavlja svome sinu i nasljedniku rukopis koji će mu omogućiti stjecanje velikog znanja i mudrosti, kao i savjete kako uspostaviti kontrolu nad duhovima i demonima.

### Prva knjiga
Prva knjiga sadrži niz molitvi, invokacija i prokletstava pomoću čega se demone i duše umrlih prisiljava da se ukažu ili odu. Također, davaju se konkretne upute o danima, satima i vrlinama planeta čime se određuje prikladno vrijeme za prizivanje entiteta, daju se upute kako postići ljubav ili učiniti sebe nevidljivim i slično.

### Druga knjiga
Druga knjiga odnosi se na pripremu magičnog obreda i daje detaljna uputstva kako izraditi magični krug, kako napraviti i koristiti ritualno oruđe i oružje, koje mirise treba koristiti, kako pripremiti duh i tijelo za ritual i slično.